# Finlandia na Zimowych Igrzyskach Olimpijskich 1980
Finlandię na Zimowych Igrzyskach Olimpijskich 1980 reprezentowało 52 zawodników: 44 mężczyzn i osiem kobiet. Był to trzynasty start reprezentacji Finlandii na zimowych igrzyskach olimpijskich.

## Zdobyte medale
| Medal  | Zawodnik                                                         | Dyscyplina          | Konkurencja                  | Rezultat     |
| ------ | ---------------------------------------------------------------- | ------------------- | ---------------------------- | ------------ |
| Złoto  | Jouko Törmänen                                                   | Skoki narciarskie   | Skocznia K-114 indywidualnie | 271,0 pkt    |
| Srebro | Juha Mieto                                                       | Biegi narciarskie   | Bieg na 15 km mężczyzn       | 41:57,64 min |
| Srebro | Juha Mieto                                                       | Biegi narciarskie   | Bieg na 50 km mężczyzn       | 2:30:20,52 h |
| Srebro | Hilkka Riihivuori                                                | Biegi narciarskie   | Bieg na 5 km kobiet          | 15:11,96 min |
| Srebro | Hilkka Riihivuori                                                | Biegi narciarskie   | Bieg na 10 km kobiet         | 30:35,06 min |
| Srebro | Jouko Karjalainen                                                | Kombinacja norweska | Indywidualnie                | 429,500 pkt  |
| Brąz   | Harri Kirvesniemi, Pertti Teurajärvi, Matti Pitkänen, Juha Mieto | Biegi narciarskie   | Sztafeta 4 x 10 km mężczyzn  | 2:00:00,18 h |
| Brąz   | Helena Takalo                                                    | Biegi narciarskie   | Bieg na 10 km kobiet         | 30:45,25 min |
| Brąz   | Jari Puikkonen                                                   | Skoki narciarskie   | Skocznia K-114 indywidualnie | 248,5 pkt    |

## Skład kadry

### Biathlon
Mężczyźni
| Zawodnik                                               | Konkurencja         | czas biegu | Kary | Łączny czas | Pozycja |
| ------------------------------------------------------ | ------------------- | ---------- | ---- | ----------- | ------- |
| Erkki Antila                                           | Bieg na 20 km       | 1:07:32,32 | 4:00 | 1:11:32,32  | 5.      |
| Heikki Ikola                                           | Bieg na 20 km       | 1:10:02,16 | 5:00 | 1:15:02,16  | 18.     |
| Raimo Seppänen                                         | Bieg na 20 km       | 1:13:15,67 | 6:00 | 1:19:15,67  | 32.     |
| Erkki Antila                                           | Bieg na 10 km       | 34:32,97   | 2    | 34:32,97    | 12.     |
| Arto Sutinen                                           | Bieg na 10 km       | 36:01,06   | 3    | 36:01,06    | 24.     |
| Keijo Kuntola                                          | Bieg na 10 km       | 37:15,28   | 5    | 37:15,28    | 35.     |
| Keijo Kuntola Erkki Antila Kari Saarela Raimo Seppänen | Sztafeta 4 × 7,5 km | 1:38:50,84 | 6    | 1:38:50,84  | 7.      |

### Biegi narciarskie
Mężczyźni
| Zawodnik                                                      | Konkurencja        | czas       | Pozycja |
| ------------------------------------------------------------- | ------------------ | ---------- | ------- |
| Juha Mieto                                                    | Bieg na 15 km      | 41:57,64   | srebro  |
| Harri Kirvesniemi                                             | Bieg na 15 km      | 43:02,01   | 8.      |
| Kari Härkönen                                                 | Bieg na 15 km      | 43:50,31   | 19.     |
| Pertti Teurajärvi                                             | Bieg na 15 km      | 43:59,08   | 20.     |
| Matti Pitkänen                                                | Bieg na 30 km      | 1:29:35,03 | 6.      |
| Juha Mieto                                                    | Bieg na 30 km      | 1:29:45,08 | 7.      |
| Harri Kirvesniemi                                             | Bieg na 30 km      | 1:31:31,96 | 18.     |
| Jorma Aalto                                                   | Bieg na 30 km      | 1:32:48,10 | 26.     |
| Juha Mieto                                                    | Bieg na 50 km      | 2:30:20,52 | srebro  |
| Asko Autio                                                    | Bieg na 50 km      | 2:32:25,57 | 9.      |
| Matti Pitkänen                                                | Bieg na 50 km      | 2:34:09,04 | 11.     |
| Pertti Teurajärvi                                             | Bieg na 50 km      | 2:36:44,08 | 18.     |
| Harri Kirvesniemi Pertti Teurajärvi Matti Pitkänen Juha Mieto | Sztafeta 4 × 10 km | 2:00:00,18 | brąz    |

Kobiety
| Zawodnik                                                                                        | Konkurencja       | czas       | Pozycja |
| ----------------------------------------------------------------------------------------------- | ----------------- | ---------- | ------- |
| Hilkka Riihivuori                                                                               | Bieg na 5 km      | 15:11,96   | srebro  |
| Helena Kivioja-Takalo                                                                           | Bieg na 5 km      | 15:32,12   | 8.      |
| Marja-Liisa Hämäläinen                                                                          | Bieg na 5 km      | 15:58,27   | 19.     |
| Marja Auroma                                                                                    | Bieg na 5 km      | 16:18,44   | 25.     |
| Hilkka Riihivuori                                                                               | Bieg na 10 km     | 30:35,05   | srebro  |
| Helena Kivioja-Takalo                                                                           | Bieg na 10 km     | 30:45,25   | brąz    |
| Marja-Liisa Hämäläinen                                                                          | Bieg na 10 km     | 32:22,88   | 18.     |
| Ulla Maaskola                                                                                   | Bieg na 10 km     | 33:22,19   | 32.     |
| Marja Auroma Marja-Liisa Kirvesniemi-Hämäläinen Helena Kivioja-Takalo Hilkka Riihivuori-Kuntola | Sztafeta 4 × 5 km | 1:04:41,28 | 5.      |

### Hokej na lodzie
Reprezentacja mężczyzn
| - Antero Kivelä - Jorma Valtonen - Seppo Suoraniemi - Olli Saarinen - Hannu Haapalainen - Tapio Levo - Kari Eloranta - Lasse Litma - Esa Peltonen - Ismo Villa |  | - Mikko Leinonen - Markku Kiimalainen - Jari Kurri - Jukka Koskilahti - Hannu Koskinen - Reijo Leppänen - Markku Hakulinen - Jukka Porvari - Jarmo Mäkitalo - Timo Susi |

Reprezentacja Finlandii brała udział w rozgrywkach grupy "czerwonej" turnieju olimpijskiego, w której zajęła drugie miejsce i awansowała do rozgrywek grupy finałowej. Ostatecznie reprezentacja Finlandii została sklasyfikowana na 4. miejscu.

#### Grupa Czerwona
| Drużyna   | M | Mecze | Mecze | Mecze | Bramki | Bramki | Bramki | Pkt |
| Drużyna   | M | W     | R     | P     | +      | -      | +/-    | Pkt |
| --------- | - | ----- | ----- | ----- | ------ | ------ | ------ | --- |
| ZSRR      | 5 | 5     | 0     | 0     | 51     | 11     | +40    | 10  |
| Finlandia | 5 | 3     | 0     | 2     | 26     | 18     | +12    | 6   |
| Kanada    | 5 | 3     | 0     | 2     | 28     | 12     | +16    | 6   |
| Polska    | 5 | 2     | 0     | 3     | 15     | 23     | -8     | 4   |
| Holandia  | 5 | 1     | 1     | 3     | 16     | 43     | -27    | 3   |
| Japonia   | 5 | 0     | 1     | 4     | 7      | 36     | -29    | 1   |

Wyniki
| 12 lutego 1980 | Polska | 5:4 | Finlandia | Olympic Arena |

| Godzina: 20:00 | A.Zabawa 14:48 A.Zabawa 27:13 L.Kokoszka 29:52 W.Jobczyk 33:08 L.Kokoszka 34:40 | (1:0, 4:3, 0:1) | T.Levo 21:16 J.Porvari 30:27 M.Leinonen 36:57 R.Leppanen 46:05 | Sędzia główny: Haley |

| 14 lutego 1980 | Japonia | 3:6 | Finlandia | Olympic Arena |

| Godzina: 17:15 | S.Misawa 37:57 S.Honma 39:59 T.Azuma 47:38 | (0:2, 2:2, 1:2) | M.Hakulinen 02:02 M.Leinonen 05:43 R.Leppanen 22:47 M.Leiononen 33:36 R.Leppanen 51:11 | Sędzia główny: Haley |

| 16 lutego 1980 | Kanada | 3:4 | Finlandia | Olympic Fieldhouse |

| Godzina: 23:00 | P.Maclean 14:22 G.Anderson 46:47 K.Primeau 57:09 | (1:2, 0:1, 2:1) | E.Peltonen 04:03 R.Leppanen 19:51 J.Koskilahti 37:07 S.Suoraniemi 56:55 | Sędzia główny: Lindgren |

| 18 lutego 1980 | Finlandia | 2:4 | ZSRR | Olympic Fieldhouse |

| Godzina: 19:30 | J.Porvari 17:44 J.Porvari 42:38 | (1:0, 0:1, 1:3) | W.Fetisow 36:01 W.Krutow 54:59 A.Malcew 56:07 B.Michajłow 56:18 | Sędzia główny: Haley |

| 20 lutego 1980 | Finlandia | 10:3 | Holandia | Olympic Arena |

| Godzina: 22:30 | J.Porvari 10:41 R.Leppanen 18:28 I.Villa 33:07 J.Porvari 34:12 J.Kurri 42:35 E.Peltonen 43:44 H.Koskinen 46:10 M.Hakulinen 46:10 J.Kurri 48:16 H.Haapalainen 51:03 | (2:1, 2:1, 6:1) | Larrie Van Wieren 18:13 W.Klooster 30:25 G.Peternousek 53:04 | Sędzia główny: Josef Kompalla |

#### Grupa finałowa
Do tej fazy rozgrywek zaliczone wyniki meczów z rozgrywek grupowych pomiędzy zainteresowanymi drużynami.
| Drużyna           | M | Mecze | Mecze | Mecze | Bramki | Bramki | Bramki | Pkt | Uwagi |
| Drużyna           | M | W     | R     | P     | +      | -      | +/-    | Pkt | Uwagi |
| ----------------- | - | ----- | ----- | ----- | ------ | ------ | ------ | --- | ----- |
| Stany Zjednoczone | 3 | 2     | 1     | 0     | 10     | 7      | +3     | 5   |       |
| ZSRR              | 3 | 2     | 0     | 1     | 16     | 8      | +8     | 4   |       |
| Szwecja           | 3 | 1     | 2     | 0     | 7      | 14     | -7     | 2   |       |
| Finlandia         | 3 | 0     | 1     | 2     | 7      | 11     | -4     | 1   |       |

Wyniki
| 22 lutego 1980 | Finlandia | 3:3 | Szwecja | Olympic Fieldhouse |

| Godzina: 23:00 | M.Leinonen 03:00 J.Porvari 27:06 M.Leinonen 47:59 | (1:0, 1:1, 1:2) | U.Weinstock 30:25 T.Jonsson 45:25 M.Waltin 46:14 | Sędzia główny: Jim Neagles |

| 24 lutego 1980 | Stany Zjednoczone | 4:2 | Finlandia | Olympic Fieldhouse |

| Godzina: 13:30 | S.Christoff 24:39 P.Verchota 42:25 R.McClanahan 46:05 M.Johnson 56:25 | (0:1, 1:1, 3:0) | J.Porvari 09:20 M.Leinonen 26:30 | Sędzia główny: Vladimir Šubrt |

### Kombinacja norweska
Mężczyźni
| Zawodnik          | Konkurencja   | Bieg narciarski | Bieg narciarski | Bieg narciarski | Skoki narciarskie | Skoki narciarskie | Skoki narciarskie | Skoki narciarskie | Skoki narciarskie | Skoki narciarskie | Skoki narciarskie | Skoki narciarskie | Łącznie | Pozycja |
| Zawodnik          | Konkurencja   | Czas biegu      | Pozycja         | Punkty          | Skok 1            | Nota              | Skok 2            | Nota              | Skok 3            | Nota              | Punkty            | Pozycja           | Łącznie | Pozycja |
| ----------------- | ------------- | --------------- | --------------- | --------------- | ----------------- | ----------------- | ----------------- | ----------------- | ----------------- | ----------------- | ----------------- | ----------------- | ------- | ------- |
| Jouko Karjalainen | Indywidualnie | 47:44,5         | 1.              | 220,000         | 79,0              | 108,1             | 72,0              | 83,2              | 81,0              | 101,4             | 209,5             | 7.                | 429,5   | srebro  |
| Jorma Etelälahti  | Indywidualnie | 50:02,4         | 15.             | 199,315         | 72,0              | 91,9              | 79,5              | 100,7             | 74,5              | 91,5              | 192,6             | 14.               | 391,915 | 13.     |
| Jukka Kuvaja      | Indywidualnie | 48:32,2         | 7.              | 212,845         | 61,0              | 66,3              | 68,5              | 77,6              | 68,5              | 77,4              | 155,0             | 31.               | 367,845 | 22.     |
| Rauno Miettinen   | Indywidualnie | 50:26,9         | 18.             | 195,640         | 67,0              | 83,9              | 72,5              | 88,0              | 71,0              | 81,9              | 171,9             | 24.               | 367,54  | 23.     |

### Łyżwiarstwo figurowe
| Zawodnik           | Konkurencja | Nota   | Pozycja |
| ------------------ | ----------- | ------ | ------- |
| Kristiina Wegelius | Solistki    | 172,04 | 10.     |
| Susan Broman       | Solistki    | 157,54 | 17.     |

### Łyżwiarstwo szybkie
Mężczyźni
| Zawodnik        | Konkurencja   | Konkurencja   | Konkurencja    | Konkurencja    | Konkurencja    | Konkurencja    | Konkurencja    | Konkurencja    | Konkurencja      | Konkurencja      |
| Zawodnik        | Bieg na 500 m | Bieg na 500 m | Bieg na 1000 m | Bieg na 1000 m | Bieg na 1500 m | Bieg na 1500 m | Bieg na 5000 m | Bieg na 5000 m | Bieg na 10 000 m | Bieg na 10 000 m |
| Zawodnik        | Czas          | Miejsce       | Czas           | Miejsce        | Czas           | Miejsce        | Czas           | Miejsce        | Czas             | Miejsce          |
| --------------- | ------------- | ------------- | -------------- | -------------- | -------------- | -------------- | -------------- | -------------- | ---------------- | ---------------- |
| Jukka Salmela   | 39,32         | 18.           | 1:21,78        | 30.            |                |                |                |                |                  |                  |
| Pertti Niittylä | 39,54         | 22.           | 1:18,85        | 14.            | 2:00,01        | 14.            | 7:21,51        | 17.            | 15:29,98         | 19.              |
| Esa Puolakka    | 39,76         | 25.           | 1:23,54        | 35.            |                |                |                |                |                  |                  |

Kobiety
| Zawodnik      | Konkurencja   | Konkurencja   | Konkurencja    | Konkurencja    | Konkurencja    | Konkurencja    | Konkurencja    | Konkurencja    |
| Zawodnik      | Bieg na 500 m | Bieg na 500 m | Bieg na 1000 m | Bieg na 1000 m | Bieg na 1500 m | Bieg na 1500 m | Bieg na 3000 m | Bieg na 3000 m |
| Zawodnik      | Czas          | Miejsce       | Czas           | Miejsce        | Czas           | Miejsce        | Czas           | Miejsce        |
| ------------- | ------------- | ------------- | -------------- | -------------- | -------------- | -------------- | -------------- | -------------- |
| Anneli Repola | 44,33         | 20.           | 1:31,76        | 28.            | 2:17,81        | 21.            | 4:50,51        | 15.            |

### Skoki narciarskie
Mężczyźni
| Konkurencja            | Skoczek         | Skok 1    | Skok 1 | Skok 2    | Skok 2 | Nota  | Pozycja |
| Konkurencja            | Skoczek         | odległość | Nota   | odległość | Nota   | Nota  | Pozycja |
| ---------------------- | --------------- | --------- | ------ | --------- | ------ | ----- | ------- |
| Skocznia normalna K-70 | Pentti Kokkonen | 86,0      | 126,8  | 83,5      | 120,8  | 247,6 | 5.      |
| Skocznia normalna K-70 | Jouko Törmänen  | 83,0      | 119,0  | 85,5      | 124,5  | 243,5 | 8.      |
| Skocznia normalna K-70 | Jari Puikkonen  | 81,0      | 115,8  | 80,0      | 111,7  | 227,5 | 16.     |
| Skocznia normalna K-70 | Kari Ylianttila | 76,0      | 105,8  | 72,0      | 97,4   | 203,2 | 32.     |
| Skocznia duża K-90     | Jouko Törmänen  | 114,5     | 133,5  | 117,0     | 137,5  | 271,0 | złoto   |
| Skocznia duża K-90     | Jari Puikkonen  | 110,5     | 126,4  | 108,5     | 122,1  | 248,5 | brąz    |
| Skocznia duża K-90     | Pentti Kokkonen | 105,0     | 115,2  | 105,0     | 115,7  | 230,9 | 12.     |
| Skocznia duża K-90     | Kari Ylianttila | 102,0     | 111,0  | 106,0     | 118,1  | 229,1 | 13.     |